# Delias stresemanni
Delias stresemanni är en fjärilsart som beskrevs av Rothschild 1915. Delias stresemanni ingår i släktet Delias och familjen vitfjärilar. Inga underarter finns listade i Catalogue of Life.